# 김태형 (1988년생 배우)
김태형(1988년 2월 5일 ~ )은 대한민국의 배우이다.

## 학력
- 중앙대학교 연극영화과

### 드라마
- 2012년 SBS 주말 미니시리즈 《청담동 앨리스》 ... 서호민 역
- 2013년 KBS2 수목 미니시리즈 《칼과 꽃》 ... 호태 역
- 2014년 KBS2 월화 미니시리즈 《연애의 발견》 ... 최은규 역
- 2014년 KBS2 단막극 《KBS 드라마 스페셜 - 아빠를 소개합니다》 ... 오동주 역
- 2017년 ~ 2018년  MBC 저녁 일일연속극 《전생에 웬수들》 ... 민지석 역
- 2019년 JTBC 금토 미니시리즈 《리갈 하이》 ... 성기준 역
- 2019년 MBC 수목 미니시리즈 《하자있는 인간들》 ... 이민혁 역
- 2025년 MBC 금토 미니시리즈 《모텔 캘리포니아》 ... 금석경 역

### 영화
| 연도 | 제목                                  | 역할        | 비고 |
| ---- | ------------------------------------- | ----------- | ---- |
| 2013 | 《전설의 주먹》                       | 어린 이상훈 |      |
| 2014 | 레디액션 청춘 - 《훈련소 가는 길》 편 | 종구        |      |
| 2021 | 《아이윌 송》                         | 바람        |      |

### 연극
- 2011년 《아마데우스》
- 2013년 《해 뜨는 날》

### 뮤직 비디오
- 2014년 〈미운 나〉 (어반 자카파)

## 저서
- 시집 [내가 가진 것] (출판사 부크크, 2016.12.18)[1]